# Leaweinat
Leaweinat este o comună din departamentul Ould Yengé, Regiunea Guidimakha, Mauritania, cu o populație de 2.881 locuitori.